# Harmony Borax Works

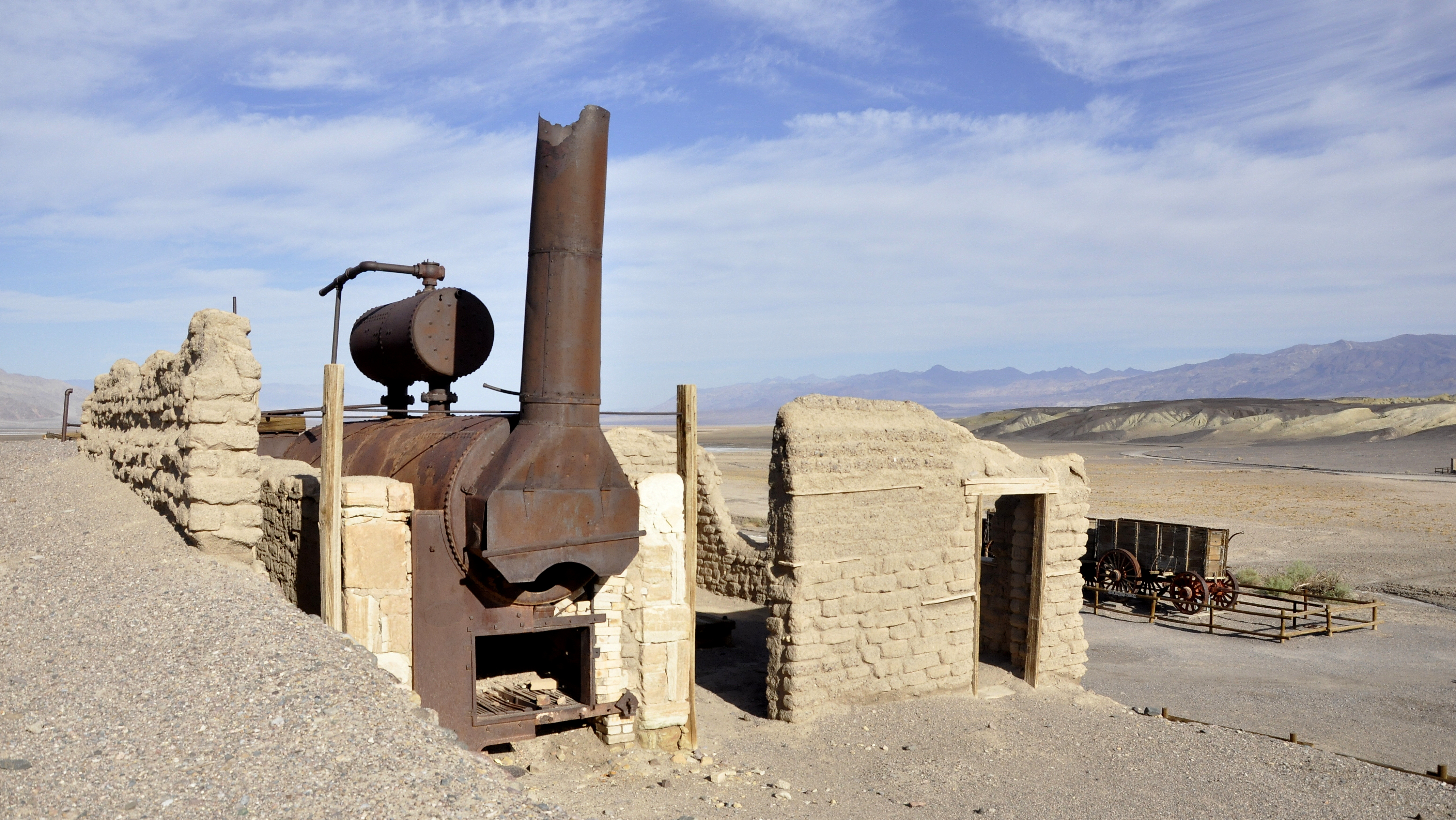
Harmony Borax Works in Death Valley

De Harmony Borax Works is een firma die borax ontgon in een gebied vlak ten noorden van Furnace Creek, een plaats in Death Valley in de Verenigde Staten. In 1890 werd Harmony Borax Works opgekocht door de eigenaars van de Pacific Coast Borax Company. Men zocht naar allerlei grondstoffen in Death Valley en ook naar goud. Borax bleek ten slotte het meest winstgevend.

## Geschiedenis
In 1881 ontdekten Aaron en Rosie Winters borax in deze streek. Zakenlieden kochten het gebied op en startten met de exploitatie van het mineraal. De firma kreeg vooral bekendheid omdat het vervoer van borax vanaf Furnace Creek naar het dichtstbijgelegen spoorwegstation, in Mojave, met het Twenty Mule Team gebeurde. In de periode 1882-83 werd het borax afgeleverd in Daggett.
Achttien muilezels en twee paarden trokken twee karren gevuld met borax, proviand en een watercontainer van 4500 l over het 270 km lange traject doorheen Death Valley en de Mojavewoestijn. De wielen van de wagens waren 2,1 m hoog en samen met de trekdieren was de stoet meer dan 30 m lang. Het totale te verplaatsen gewicht bedroeg iets meer dan 33 ton.

## Harmony Borax Works
Chinese arbeiders die men rekruteerde in San Francisco schepten het mineraal op en vervoerden het in karren naar de raffinaderij. Ze hadden hun land in de 19e eeuw verlaten om te ontsnappen aan de bar slechte levensomstandigheden daar. In Death Valley verdienden ze $ 1,30 per dag. Daarvan moesten ze de kost voor onderdak en voeding uit de fabriekswinkel betalen.
Omdat de kost van het transport hoog was, werd borax al gedeeltelijk geraffineerd in Furnace Creek. Toen werd borax gebruikt door smeden, huisvrouwen, melkboeren, pottenbakkers en begrafenisondernemers. De ontginning van borax stopte in 1888 omwille van de financiële moeilijkheden van een van de eigenaars. Het ontginnen van borax elders in de streek bleek lucratiever. In totaal ontgon men 9000 ton.

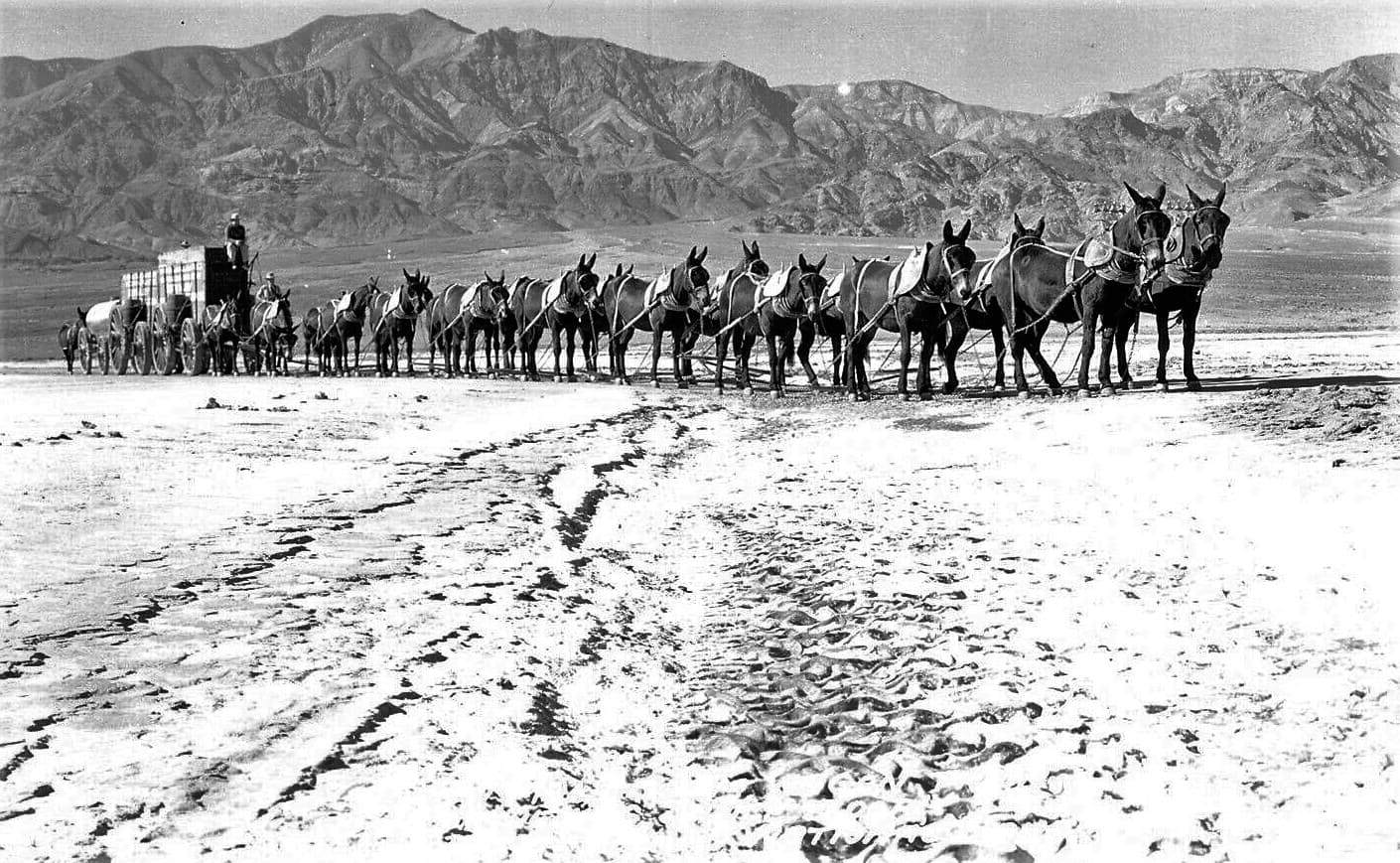
Het Twenty Mule Team.
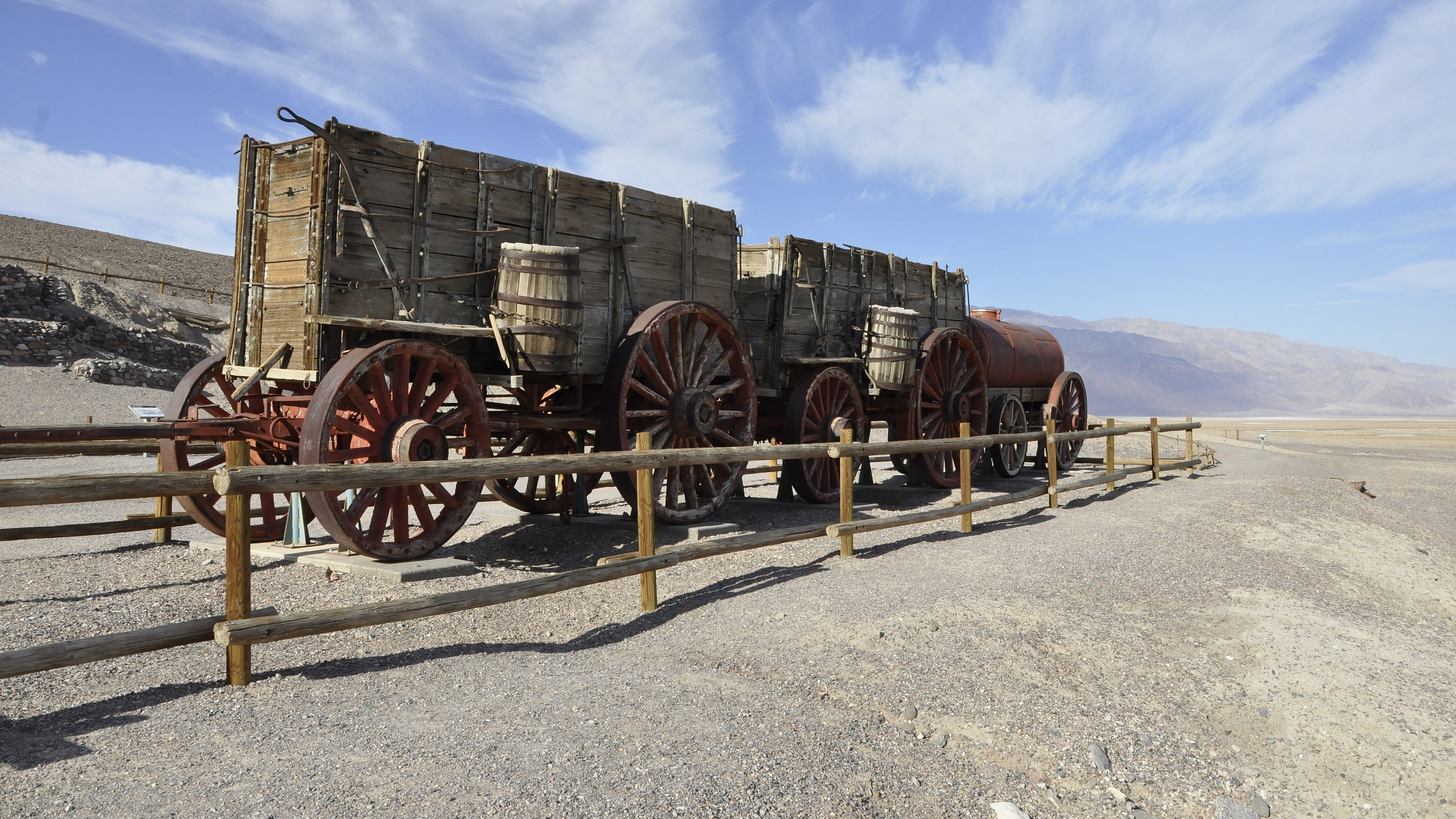
De karren en de watercontainer van het Twenty Mule Team.